# Николаи, Робер
Николаи, Робер (фр.  Robert Nicolaï; род. 5 февраля 1945, Тулон) — французский лингвист, профессор, преподаватель Университета Софии Антиполис в Ницце . Специалист по африканским языкам, в особенности по южным и северным сонгайским.
Лауреат исследовательской премии Фонда Александра Гумбольдта (1997) , один из старейших членов Французского университетского института (Institut universitaire de France), руководит командой по изучению языковых контактов и глоттогенеза в области Сахеля и Сахары смешанного исследовательского подразделения 6039 Национального центра научных исследований по теме «Основы, корпус и язык».